# Ana Tamen
Ana Tamen é uma encenadora portuguesa.
Licenciou-se em Filosofia na Faculdade de Letras de Lisboa (1982) ingressando depois no Curso de Teatro da Escola Superior de Teatro e Cinema. Actriz, no teatro (1986 - As Criadas de Genet no Instituto Franco Português, 1988 - Ela de Ionesco, no Rarig Theatre de Minneapolis, 1994 - Três Passagens para Moscovo no CCB) e no cinema (1991 - Xavier de Manuel Mozos).
Estreou-se na encenação em 1988 com The Nigtwatch de Botho Strauss no Rarig Theatre de Minneapolis, dirigindo depois peças como Nunca Nada de Ninguém de Luísa Costa Gomes (Acarte, 1991), Grande e Pequeno de Botho Strauss (Teatro da Trindade, 1995), Última Jogada de Beckett (Acarte, 1996), Geografia & Peças de Gertrude Stein (Culturgest, 1998), O Romper do Dia de Timberlake Wertenbaker (Teatro da Trindade, 2001), Vanessa vai à Luta de Luísa Costa Gomes (Teatro da Comuna, 2004), entre outras.
Professora, conferencista, tem dirigido seminários em diversas instituições e colaborou com o Ministério da Cultura na atribuição de subsídios ao teatro.

## Ligações Externas
- Ana Tamen na Escola Superior de Dança - Universidade de Évora